# Julián Antonio Ramírez
Pour les articles homonymes, voir Ramírez.
Julián Antonio Ramírez Hernando, né à Saint-Sébastien le 28 janvier 1916 et mort le 14 avril 2007 à Alicante, est un journaliste, acteur, résistant et militant communiste républicain espagnol,.

## Biographie

### Jeunesse
Julián Antonio Ramírez est né dans une famille nombreuse de Burgos installée à Saint-Sébastien. Il fait ses études à l'école française de Saint-Sébastien et au collège Sagrado Corazón de Jesús.
Il obtient en 1932 une bourse pour faire des études d'ingénieur à Madrid. Il doit cependant arrêter ses études pour travailler. Il passe alors un concours pour devenir fonctionnaire au sein du Service national de culture du tabac.
Il milite dans plusieurs organisations syndicales et politiques proches du Parti communiste, notamment la FUE (Federación Universitaria Escolar). Il est également professeur de mathématiques à l'Université populaire.
Passionné de cinéma, il écrit dans plusieurs revues spécialisées dans ce domaine comme Nuestro Cinema. Il est également membre de la Barraca, la troupe théâtrale fondée par Federico Garcia Lorca.

### La Guerre d’Espagne (1936-1939)
Julián Antonio Ramírez milite au Parti communiste et réalise des reportages pour les journaux Euskadi Roja, Erri et El Boletín del Norte. Il est membre du Conseil national de la Culture du gouvernement basque.
Devant l'avancée de l'armée franquiste, il quitte Gijón en bateau mais il repart à Barcelone, où il poursuit son travail de propagandiste et journaliste.
Il est mobilisé sur le front de l'Èbre à la fin de l'année 1938.

### Exil en France et Résistance
Lorsque la Catalogne tombe entre les mains des nationalistes, il traverse la frontière française avec son bataillon. Il est ensuite interné dans les camps de Saint-Cyprien, du Barcarès et de Gurs. Il rencontre Adela Carreras Taurà (connue plus tard sous le nom d'artiste d'Adelita del Campo, en mémoire du camp) au camp de concentration d'Argelès-sur-Mer. Les exilés inaugurent alors une baraque en bois consacrée à la culture et Julián participe à cette inauguration en lisant des poèmes de Federico Garcia Lorca.
Il s'engage dans la 100e compagnie de travailleurs étrangers stationnée à Châteaudun, puis à Sainte-Sévère-sur-Indre. Il crée avec d'autres Espagnols une troupe artistique qui produit des spectacles dans la région. Il propose à Adelita de le rejoindre pour participer à cette troupe.
Fin 1941, Julián rejoint le 662e groupement de travailleurs étrangers dirigé par le capitaine Rougier et situé à Manzat (Puy-de-Dôme) où il reconstitue sa troupe théâtrale. Il épouse Adelita del Campo en 1942 et leur fils Carlos Ramírez Carreras naît la même année.
Dans l'exil, Julián est resté en contact avec le Parti communiste espagnol. Accusé de cacher des armes et des documents de propagande, il est arrêté par la police française en 1942 mais il est relâché. Sa troupe ayant été brusquement dissoute, il part avec sa famille en Provence où Adelita reprend ses tournées artistiques.
De retour en 1944 à Sainte-Sévère, il intègre le maquis, dans le 1er bataillon de FFI de l'Indre et il participe à plusieurs batailles (Grande Alhare, Brion).

### Journaliste et acteur
À la Libération, il s'installe d'abord à Toulouse où il travaille pour le PCE et son journal Mundo Obrero. En 1946, il fonde à Paris l'Association des journalistes républicains en exil.
Il participe également aux congrès mondiaux de la Paix de Paris et Prague comme traducteur et journaliste. Il doit également travailler comme ouvrier dans une entreprise de construction métallique, SBM.
À la fin des années 1950, il entre à la RTF grâce à Adelita qui participe depuis plusieurs années au groupe théâtral radiophonique espagnol. Son arrivée coïncide avec celle d'André Camp à la direction du programme Radio Paris en langue espagnole. Il y présente la revue de presse, réalise des reportages et il peut ainsi voyager en Espagne comme journaliste de presse française. Sa voix et celle de sa femme accompagnent les nuits des exilés espagnols et des antifranquistes restés en Espagne durant de nombreuses années.
Durant ses années parisiennes, Julián travaille également comme acteur de post-synchronisation et joue des rôles secondaires dans plus de 150 films, dont Le Grand Restaurant avec Louis de Funès. Il joue également dans quelques pièces de théâtre.

### Le retour en Espagne
La transition démocratique en Espagne coïncide avec l'âge de la retraite. Julián s'installe avec Adelita à Mutxamel, une petite ville de la région d'Alicante où ils ont acheté une maison.
Ils continuent en Espagne leurs activités militantes et culturelles. Julián s'investit au sein de la Commission civique d'Alicante et dans l'association Archivo Guerra civil y Exilio (archives, Guerre civile et exil) pour la récupération de la mémoire antifranquiste.
Il participe notamment aux « caravanes de la mémoire », voyage en autocar à travers l'Espagne d'acteurs de la résistance au franquisme, afin de réveiller la mémoire de la guerilla des années 1940-50,. Il est l'un des fondateurs de l'association de Estudios Miguel Hernández et également très impliqué dans le développement de la Fondation Antonio Machado à Collioure.
Il publie en 2003 un livre de mémoires Ici Paris. Memorias de una voz de libertad  et dépose une partie de ses archives à la bibliothèque de l'université d'Alicante.
Il meurt à Alicante le 14 avril 2007, huit ans après Adelita.
En 2016, son fils lègue ses archives personnelles à la Bibliothèque valencienne.

## Filmographie
(es) Julián Antonio Ramírez: inventario de actividades fílmicas